# Point de vue
Point de vue (af fr. = fikspunkt) betyder inden for arkitektur og havekunst en skulptur eller bygning, der danner blikfang for enden af en akse: en allé, boulevard eller anden gadestrækning. Begrebet er særligt knyttet til barokkens gestaltning af formelle haver (f.eks. Versailles) og til barokkens byplanlægning, men er ikke begrænset til denne stilperiode.